# Isla Pedro I
La isla Pedro I (en noruego bokmål Peter 1.s øy) es una isla de origen volcánico situada en el mar de Bellingshausen, hacia los 68°48′S y 90°35′O, unos 450 kilómetros al oeste del sector continental de la Antártida Occidental. Fue descubierta el 21 de enero de 1821 por Fabian Gottlieb von Bellingshausen, y desde 1929 es un territorio antártico reclamado por la corona de Noruega, aunque sus derechos sobre la misma no han sido ratificados y están sujetos a los términos del Tratado Antártico de 1961.

## Historia

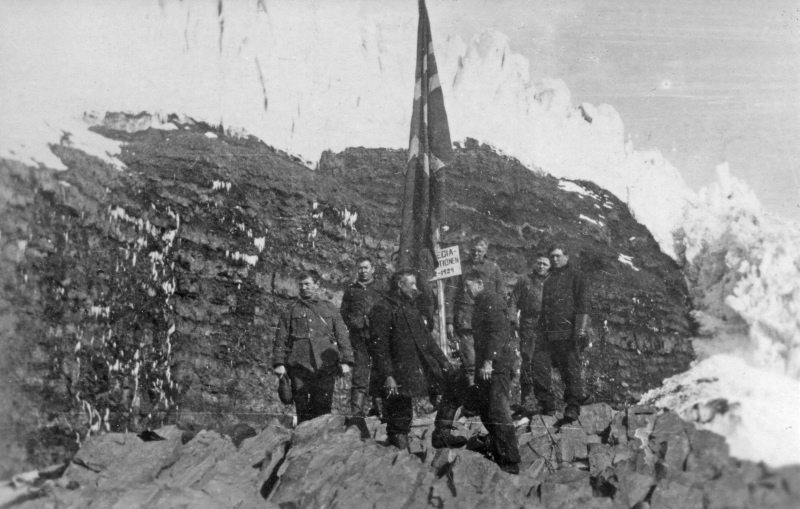
Expedición de 1929.

La isla fue identificada por primera vez en 1821 por la expedición rusa al mando de von Bellingshausen, quien la llamó Pedro I en homenaje al zar Pedro el Grande. Sin embargo, von Bellingshausen no pudo desembarcar en ella debido al cerco helado a su alrededor; no sería hasta el 2 de febrero de 1929 en que una expedición noruega al mando de Ola Olstad tomó posesión de la isla, construyendo una choza de madera en la costa en la que el capitán Nils Larsen grabó la inscripción A Norvegia. Un decreto real noruego ratificó la reclamación el 6 de marzo de 1931 y el 24 de marzo de 1931 fue establecido su estatus de dependencia por el parlamento noruego enmendando la ley del 27 de febrero de 1930 que dio ese estatus a la isla Bouvet. Un área con el estatus de dependencia es parte del territorio noruego, pero no forma parte del Reino de Noruega. El 13 de julio de 1933 un decreto real dio al ministro de Comercio la administración de la isla con los mismos poderes que un gobernador de condado.
El siguiente desembarco ocurrió el 10 de febrero de 1948 por la nave Brategg de Larsen. Se realizaron estudios biológicos, geológicos e hidrográficos durante tres días, antes de que la capa de hielo obligara a la expedición a partir. La expedición construyó una cabaña y colocó en su interior una copia del documento de ocupación de 1929. En 1955 se instaló en la isla una base meteorológica y de transmisiones. El 23 de junio de 1961, la isla de Pedro I quedó sujeta al Tratado Antártico, tras la firma del tratado por parte de Noruega en 1959. Desde entonces, se han producido varios desembarcos en la isla por parte de diversas naciones para investigaciones científicas, así como un número limitado de barcos han logrado desembarcar turistas en la isla.
En 1987, el Instituto Polar Noruego envió a cinco científicos a pasar once días en la isla. Los principales enfoques fueron la fotografía aérea y las mediciones topográficas para permitir la elaboración de un mapa preciso de la isla. La segunda motivación importante fue la de las investigaciones biológicas marinas, aunque también se realizaron estudios geológicos, biológicos y de otro tipo. El equipo también construyó una estación meteorológica automática. Se han enviado tres expediciones DX a la isla, en 1987, 1994 y 2006.
En ningún momento de su historia ha habido residentes permanentes en la isla.

## Geografía

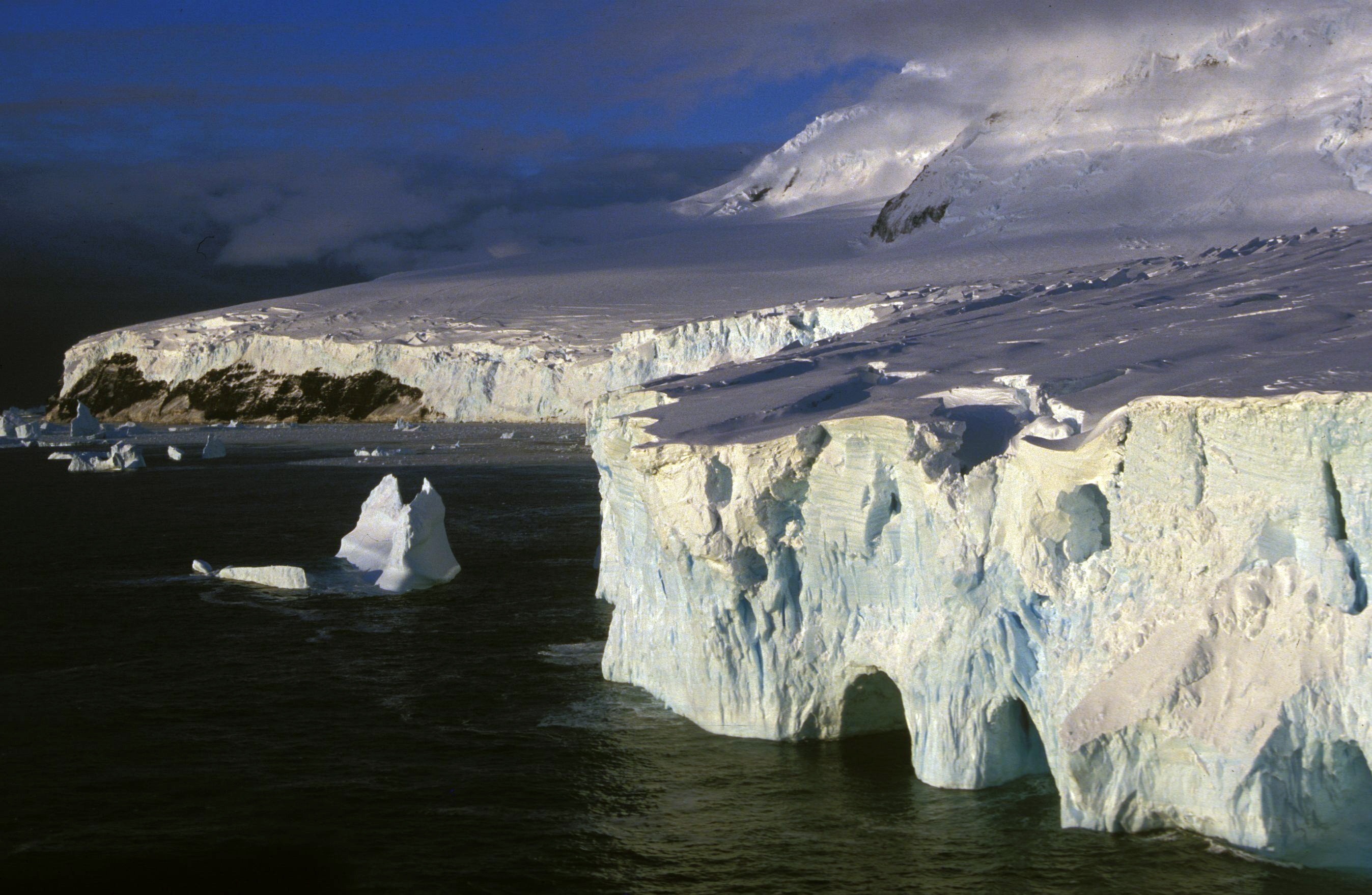
Costa de Pedro I en 1994.

La isla principal tiene una superficie de 156 km², aunque sumándole islotes y arrecifes adyacentes el área emergida alcanza los 243 km². Alcanza una altura de 1646 m s. n. m. en el pico Lars Christensen, un volcán extinto a partir del cual probablemente se haya formado la isla. La superficie de la isla se encuentra en su mayor parte cubierta por glaciares; salvo en un breve período en verano, las costas están rodeadas por una banquisa helada que dificulta el acceso. Esta isla es una de las islas antárticas del Océano Antártico más alejadas del continente antártico.
Rodeando la isla hay un frente de hielo de 40 metros de altura y acantilados verticales. Los largos tramos de casquetes polares se complementan con afloramientos de rocas. El desembarco sólo es posible en tres puntos, y sólo durante el corto período del año en el que la isla no está rodeada por hielo compacto. Estos desembarcos tienen lugar en el lado oeste en el Cabo Ingrid Christensen, una península que divide las bahías Norvegiabukta y Sandefjordbukta. En el cabo hay algunas franjas estrechas de playa, que son adecuadas para el desembarco. La playa de Norvegiabukta tiene sólo 4 metros de ancho y se entra por el arco natural Tsarporten. En el lado oeste hay una meseta, mientras que las costas norte y sur tienen plataformas de hielo. El lado este es el más escarpado y presenta dos columnas de roca con topes planos en el mar.
La isla es un volcán en escudo, aunque no se sabe si todavía está activo, que ha sido clasificado como holoceno o histórico, basándose en muestras de fechas que van de 0,1 a 0,35 millones de años atrás. La cumbre, o punto más alto, es el Pico Lars Christensen, un pico ultra-prominente de 1640 metros de elevación, que lleva el nombre de Lars Christensen con un cráter circular de 100 metros de ancho. No se sabe si este volcán se ha extinguido o no, porque la parte superior aparentemente no está modificada por la glaciación, lo que indica una erupción hace varios siglos.

### Relieve

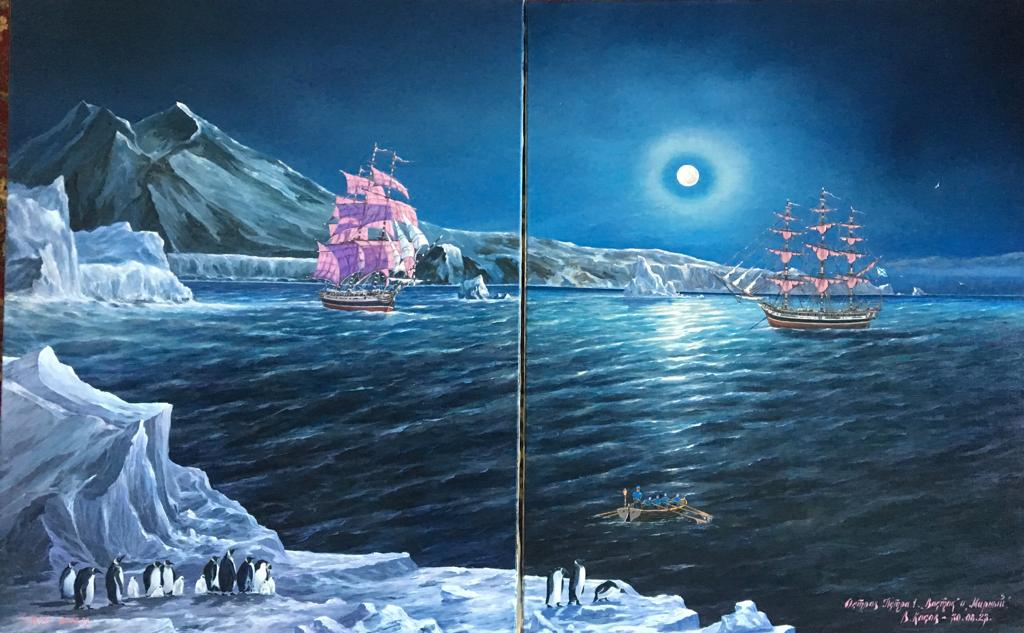
Díptico. Vostok y Mirny. Isla Pedro I. 11/01/1821 La primera expedición antártica rusa.

La isla está constantemente rodeada de hielo compacto, excepto por un breve momento durante el verano austral; el 95 % de la isla está cubierta de hielo que a menudo alcanza varias decenas de metros. Su perímetro es muy desigual y presenta numerosos acantilados de unos 40 metros de altura con importantes riesgos de caídas de agua. Sólo se han observado e identificado tres posibles lugares de aterrizaje: dos han sido objeto de aterrizajes humanos, incluyendo en 2010 la expedición francesa "No man's land project" con la navegante Isabelle Autissier.
Los lugares de desembarco son el resultado de los últimos flujos de lava que se vertieron directamente en el océano. En el pasado, su rápido enfriamiento provocó la formación de un borde de escollera a su alrededor por debajo del nivel del mar, que luego se transformó en una tabla sedimentaria de rocas volcánicas que emergieron en el curso de sucesivas erupciones. Este proceso de formación volcánica implica un espesor delgado y frágil de la corteza de flujo en algunos lugares, lanzada como un pontón en el mar. Bajo la acción del agua, la acción de las olas, alternando períodos de heladas y hielo, esta tierra recuperada del mar está sujeta a una erosión más rápida. Es probable que este fenómeno físico modifique considerablemente la exactitud de los escasos datos cartográficos recogidos en estos lugares: tiene la consecuencia directa de aumentar al mismo tiempo las dificultades potenciales de un aterrizaje, especialmente después de varias décadas sin expediciones regulares de observación.
Su relieve, vinculado a la aparición de un volcán sobre el nivel del mar ya extinto, tiene un cráter deprimido en la parte superior con un diámetro de unos 100 metros. El hielo, presente actualmente a lo largo de varias decenas de metros, no permite visualizar con precisión los bordes de la caldera y estimar la altura primitiva de la isla, así como su nivel de erosión y la depresión máxima a nivel del cráter.

## Clima
Las temperaturas medias del mes más cálido, enero, rondan 1 °C; y durante el mes más frío, julio, se ubican en torno a los -23 °C. Como otras zonas de la Antártida, se ha registrado una lenta y progresiva elevación de las temperaturas debido al calentamiento global.

## Fauna y flora
La superficie helada no permite el desarrollo de ninguna clase de vegetación, excepto musgos y líquenes adaptados al arduo clima polar. Existen unas pocas colonias de pingüinos en la isla, y una abundante población de focas.

## Gobierno y política
La isla Pedro I es una de las dos reivindicaciones territoriales de Noruega en la Antártida, la otra es la Tierra de la Reina Maud. La isla Pedro I es la única reivindicación dentro de los 90°O y 150°O y es también la única reivindicación que no es un sector. Al estar al sur de los 60°S, la isla está sujeta al Tratado Antártico. El tratado garantiza el libre acceso a la isla para cualquier investigación científica, y establece que sólo puede ser utilizada para fines pacíficos. Noruega, Australia, Francia, Nueva Zelandia y el Reino Unido han reconocido mutuamente sus reivindicaciones en la Antártida.
La administración noruega de la isla está a cargo del Departamento de Asuntos Polares del Ministerio de Justicia y Seguridad Pública, con sede en Oslo. La anexión de la isla está regulada por la Ley de Dependencia de 24 de marzo de 1933. En ella se establece que el derecho penal, el derecho privado y el derecho procesal noruegos se aplican a la isla, además de otras leyes que establecen explícitamente que son válidas en la isla. Establece además que toda la tierra pertenece al Estado, y prohíbe el almacenamiento y la detonación de productos nucleares.
Desde el 5 de mayo de 1995, la legislación noruega exige que toda la actividad noruega en la Antártida, incluida la Isla de Pedro I, se ajuste al derecho ambiental internacional para la Antártida. Por lo tanto, todos los ciudadanos noruegos que planifiquen actividades en la Isla Pedro I deben informar al Instituto Polar Noruego, que puede negar cualquier actividad no conforme. Todas las personas que visiten la isla deben cumplir con las leyes relativas a la protección de la naturaleza, el tratamiento de los residuos, la contaminación y los seguros para las operaciones de búsqueda y rescate.